# Vi dolç de raïm sobremadurat

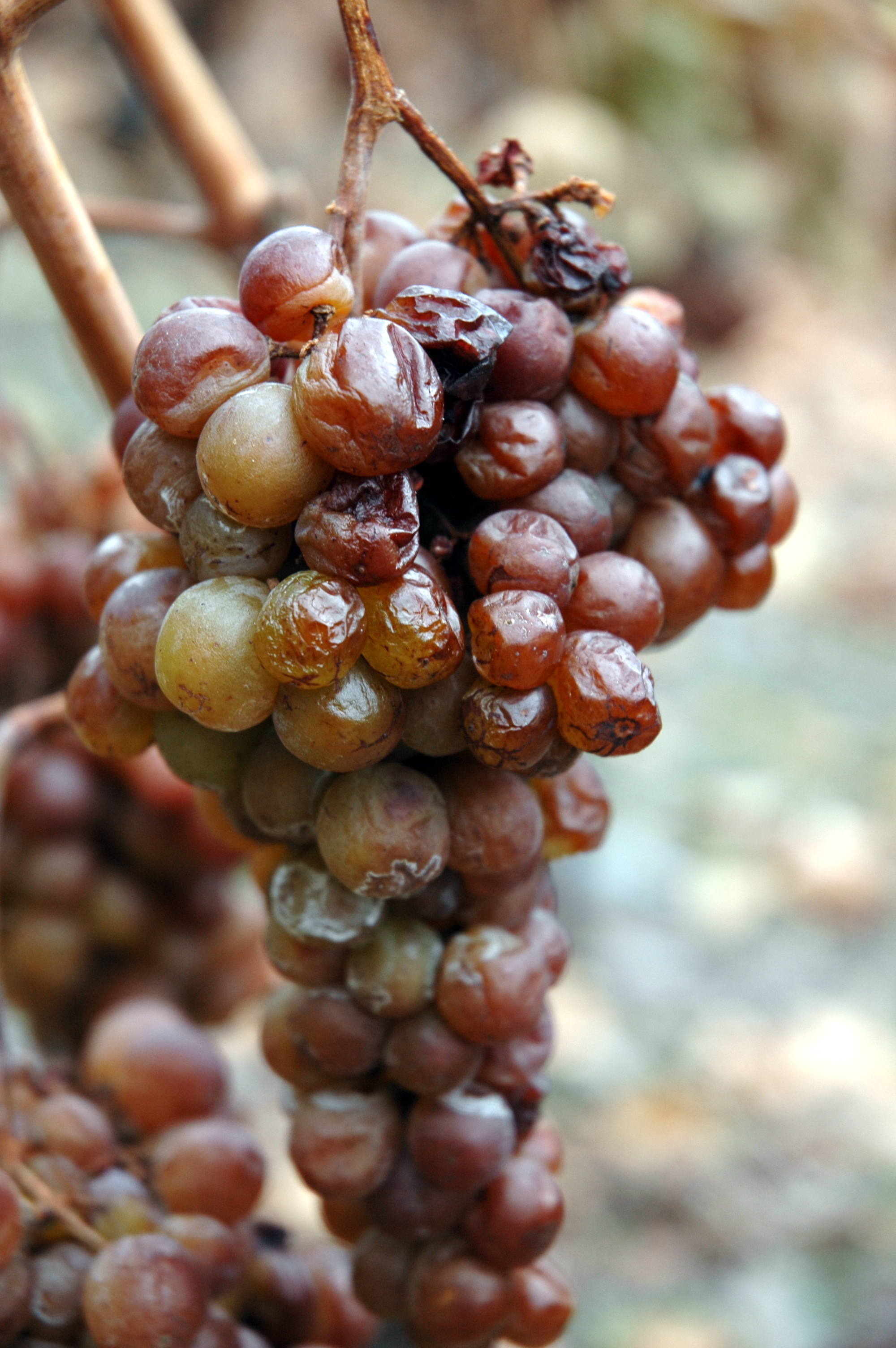
Raïm sobremadurat

El vi dolç de raïm sobremadurat, també anomenat vi dolç de verema tardana i vi naturalment dolç, és un vi de licor tradicional elaborat amb raïm sobremadurat i pansificat amb una alta riquesa en sucres.
S'elabora, a diferència del vi dolç natural, sense augment artificial del grau alcohòlic natural. El vi obtingut tindrà un grau alcohòlic volumètric adquirit mínim de 12% vol i màxim de 22% vol. Està regulat com a vi de licor de qualitat VLQPRD a les DO Empordà i DO Penedès.